# Karlstejnia
Karlstejnia är ett släkte av urinsekter. Karlstejnia ingår i familjen blekhoppstjärtar.
Släktet innehåller bara arten Karlstejnia norvegica.